# 주택협동조합
주택협동조합은 공동으로 소유되고, 민주적으로 운영되는 주택공급과 관리사업을 하는 법인체를 통하여, 안전하고, 경제적이고, 편리하고 아름답고 쾌적한 주택 및 커뮤니티에 대한 필요와 욕구를 충족시키기 위하여, 주택소비자들이 자발적으로 모여 결성한 자율적 단체를 말한다.

## 특수성
협동조합은 외부의 도움 없이 자발적으로 가입한 조합원의 출자금으로 사업을 추진하는 것이 일반적이지만, 주택은 주거권이라는 인간의 기본권에 관한 것이고, 매우 고가의 상품이라 저소득층이 스스로 문제를 해결하기 어렵기 때문에, 저소득층 대상 주택협동조합의 경우 공공의 개입과 지원이 꼭 필요하다.

## 사례
2012년 12월 제정된 협동조합기본법에 의해 2013년 6월 설립된 서울특별시 은평구에 소재하는 하우징쿱주택협동조합(이사장 기노채)이 대한민국 최초의 주택협동조합이다.